# Menesia bipunctata
Menesia bipunctata — вид жесткокрылых из семейства усачей.

## Распространение
Распространён в Европе и России.

## Описание
Жук длиной 5—9 мм. Время лёта с апреля по июнь.

## Развитие
Жизненный цикл вида длится от одного года до двух лет. Кормовым растением является крушина (Rhamnus).

## Вариации
- Menesia bipunctata var. perrisi Mulsant, 1856
- Menesia bipunctata var. quadripustulata Mulsant, 1863